# Nacula
Nacula är en ö i Fiji. Den ligger i divisionen Västra divisionen, i den norra delen av landet, 180 km nordväst om huvudstaden Suva. Arean är 21,7 kvadratkilometer.
Terrängen på Nacula är platt. Öns högsta punkt är 248 meter över havet. Den sträcker sig 9,0 kilometer i nord-sydlig riktning, och 6,8 kilometer i öst-västlig riktning.